# Phera lacerta
Phera lacerta är en insektsart som beskrevs av Fowler 1899. Phera lacerta ingår i släktet Phera och familjen dvärgstritar. Inga underarter finns listade i Catalogue of Life.